# Styrax (Räucherwerk)

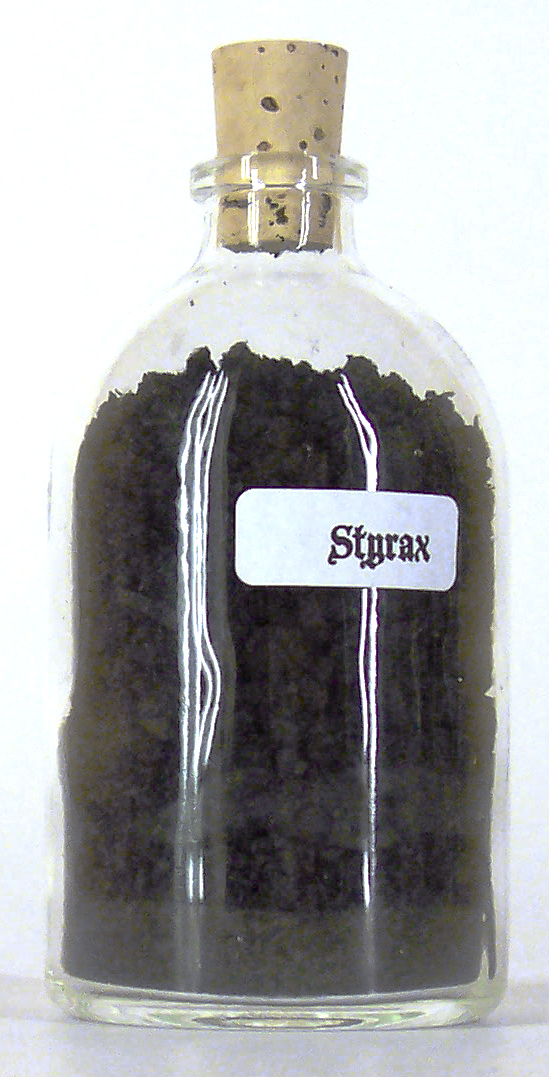
Styrax in Glasfläschchen

Das Storaxharz, oft auch nur als Styrax, flüssiges Amber oder Balsam bezeichnet, ist ein wohlriechendes Naturharz, das für Räucherwerke oder als Heilmittel verwendet wird. Bereits in der Antike zählte das Harz zu den wichtigsten und begehrtesten Räuchermitteln, das vielfältig genutzt wurde  (Plinius, Naturalis historia 12; 81,124, Dioskurides, Materia Medica I, 79). Die Phönizier brachten das Styrax nach Ägypten, sie nannten es  miniaki (Papyrus Ebers).

## Herkunft
Bis in das 18. Jahrhundert soll es ausschließlich von aus Kleinasien und dem östlichen Mittelmeergebiet stammenden Storaxbäumen (Styrax officinalis) gewonnen worden sein, dies ist aber umstritten. Danach stammt der Großteil des Storaxharzes von verschiedenen Arten der geruchlich sehr ähnlichen, aber nicht näher mit den Storaxbäumen verwandten Amberbäume (Liquidambar orientalis, aus Nordamerika Liquidambar styraciflua, aus Ostasien Liquidambar formosana), welche deshalb auch manchmal als Storaxbäume bezeichnet werden. Dementsprechend bezeichnet man je nach Herkunft das Räucherwerk als echtes Styrax (Harz von Styrax officinalis) und falsches Styrax (Harz von Liquidambar-Arten). Auch gibt es von Altingia excelsa (Burmesisches Storax) und Altingia gracilipes Substitute.
Abzugrenzen ist Storaxharz, im Deutschen Gebrauch ebenfalls als „Styrax“ (früher auch Stirax) bezeichnet, von Benzoeharz welches von anderen Storaxbäumen (Styrax) stammt.

## Gewinnung
Es wird ähnlich wie Weihrauch gewonnen: Der Stamm wird angeschnitten, und das austretende harzige Gemisch wird gesammelt. Da dieser Rohstoff einen hohen Flüssigkeitsanteil hat, muss er anschließend noch veredelt werden. Dies geschieht entweder durch Lufttrocknung oder durch Destillation. Früher wurde nur die Wasserdampfdestillation verwendet, welche auch die beste Qualität ergibt. Heutzutage wird oft, teils nur als Zwischenstufe, ein Alkohol verwendet, da dies die Ausbeute erhöht.

## Eigenschaften
Neben vielen anderen Inhaltsstoffen besteht Styrax hauptsächlich aus Zimtsäure, Styracin, Zimtsäureethylester, Vanillin, Cinnamein, Storesinol und einer geringen Menge Styrol.
Der Styrax-Rauch riecht schwer süßlich und wirkt entspannend und beruhigend.

## Verwendung
Der Balsam wird schon seit der Antike zum Räuchern benutzt und ist heute neben dem Weihrauch das wichtigste Räucherwerk der griechisch-orthodoxen Kirche. Dabei wird meistens Holzkohle mit Styraxbalsam getränkt und diese dann auf Kohle oder Holzkohle verbrannt.
In der mittelalterlichen Medizin war storax Bestandteil des Arzneimittel-Repertoires. Im Sinne einer Medikamentenfälschung wurde es, so beschrieben im Circa instans, ersetzt bzw. verfälscht durch Iriswurzel.
Die Volksheilkunde verwendet das Styrax bei Bronchitis, Herzerkrankungen, Lepra, Schlaganfall und Verstopfung. Äußerlich wird es bei Krätze und als Wundheilmittel eingesetzt. In der Parfümerie wird es in vielen klassischen Duftkompositionen wegen seines balsamisch-süßen, leicht grasartigen Duftes geschätzt und als Fixateur beigemischt.